# Barfüßele

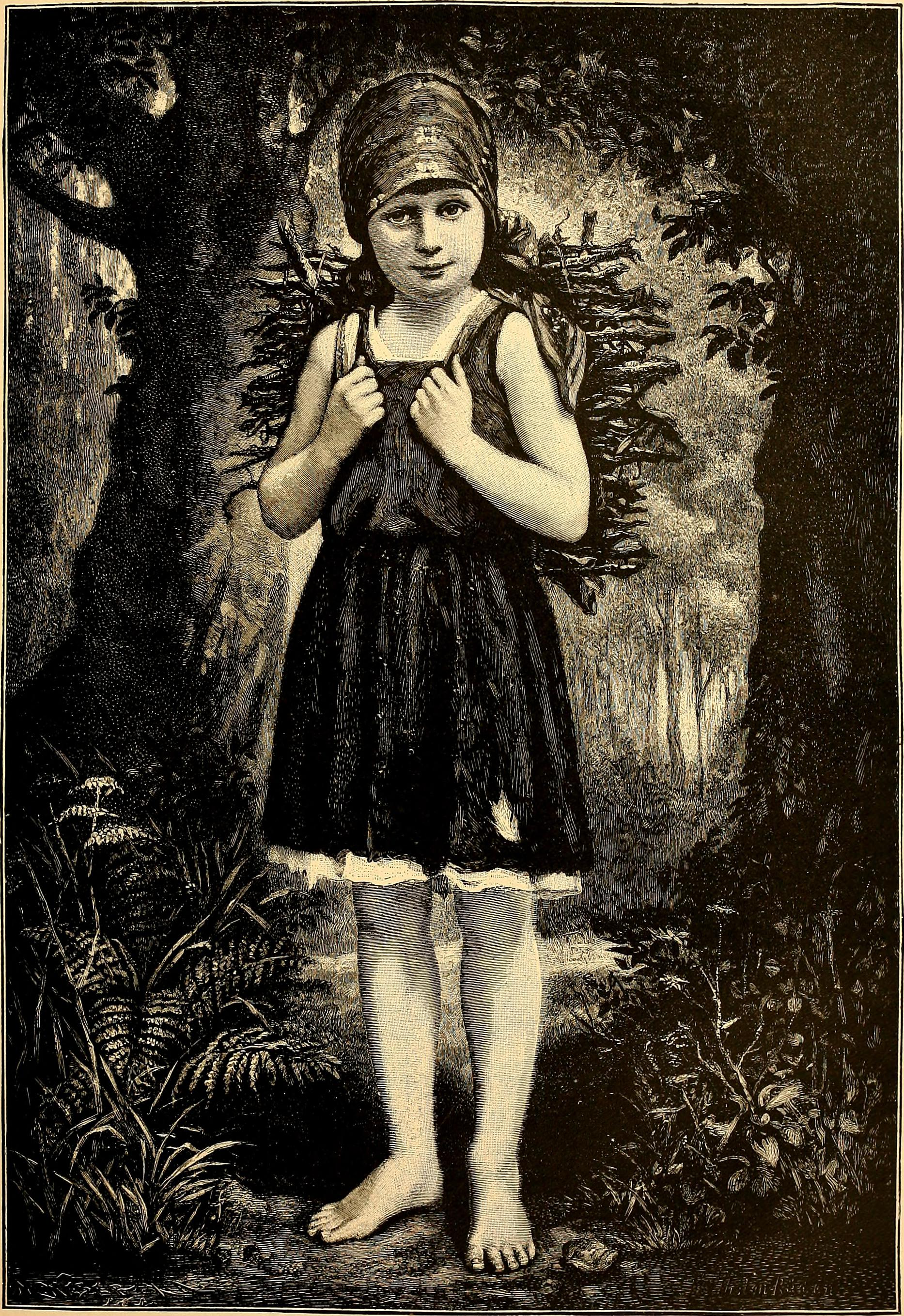
Barfüßele in Character sketches of romance, fiction and the drama von Ebenezer Cobham Brewer (1892)

Barfüßele ist eine Erzählung von Berthold Auerbach, die erstmals 1856 erschien und zur Gattung der Dorfgeschichte gehört. (In manchen separaten Ausgaben des 20. Jahrhunderts wurde diese Dorfgeschichte auch als Roman bezeichnet.) Das Barfüßele ist eine der 27 Schwarzwälder Dorfgeschichten von Berthold Auerbach.

## Inhalt
Amrei, Tochter eines Holzbauern und einer Tagelöhnerin, verliert als kleines Kind ihre Eltern. Sie wächst getrennt von ihrem Bruder bei einer Pflegemutter auf, arbeitet als Gänsehirtin sowie als Magd und ist im ganzen Dorf als Barfüßele bekannt. Im Vordergrund steht die innere Entwicklung Amreis zu  einer selbstbewussten und eigenständigen Persönlichkeit. Die Erzählung überzeugt durch die realistische Darstellung der dörflichen Lebensverhältnisse, die durch das glückliche Ende, die Heirat der Heldin mit einem Bauernsohn endet.

## Wirkung
Barfüßele wurde rasch ein internationaler Erfolg und in fast alle europäischen Sprachen übersetzt, teilweise mehrfach: englisch (1857, 1860, 1890), niederländisch (1858), dänisch (1861), italienisch (1872), französisch (1875, 1910), finnisch (1876), schwedisch (1879, 1910, 1922), norwegisch (1888, 1909), russisch (1900, 1912).
Eine Bearbeitung für das Theater als „Ländliches Charakterbild in 5 Aufzügen“ von Moritz Reichenbach ist bereits 1857 nachweisbar. Ferdinand Freiligrath wurde 1870 durch die Lektüre der Erzählung zu einem gleichnamigen Gedicht inspiriert.
Die Oper Barfüßele von Richard Heuberger (Libretto Victor Léon) wurde 1905 in Dresden uraufgeführt.
Ein Stummfilm entstand 1924 unter der Regie von Heinrich Lisson mit Maria Zelenka als Barfüßele.

## Ausgaben (Auswahl)
- Barfüßele. Stuttgart u. Augsburg: Cotta 1856.
- Barfüßele. Mit 75 Illustrationen von Benjamin Vautier in Düsseldorf. Stuttgart: Cotta 1870. Digitalisierte Ausgabe der Universitäts- und Landesbibliothek Düsseldorf
- Berthold Auerbachs Schriften, 14. Band: Schwarzwälder Dorfgeschichten Sechster Teil. Stuttgart, Cotta Nachfolger 1895 ff.
- Berthold Auerbachs Werke. In Ausw. hrsg. u. mit Einl. vers. von Anton Bettelheim. Leipzig : Hesse & Becker. Schwarzwälder Dorfsgeschichten. Bd. 7, Barfüßele (1913)
- Barfüßele. Eine Schwarzwälder Dorfgeschichte. Mit 4 Farbtafafeln und 17 SW-Illustrationen von Else Raydt, Westermann Verlag, Braunschweig 1916 und 1919.
- Barfüßele. Eine Schwarzwälder Dorfgeschichte. Eingeleitet und hrsg. von Eugen Wolbe, Leipzig: Reclam 1912